# Nationella alliansen (Lettland)
Nationella alliansen (lettiska: Nacionālā Apvienība, NA), officiellt Nationella alliansen "Allt för Lettland!" - "Fosterland och frihet/LNNK" (lettiska: Nacionālā apvienība „Visu Latvijai!” – „Tēvzemei un Brīvībai/LNNK”, VL-TB/LNNK) är ett nationalkonservativt politiskt parti i Lettland, och är ett av regeringspartierna. Nationella alliansen bildades 2010 som en valallians för partierna Fosterland och frihet och Allt för Lettland och blev formellt ett politiskt parti i juli 2011.
I det lettiska parlamentsvalet 2010 blev Nationella alliansen landets fjärde största parti med åtta procent av rösterna och blev en del av landets regering.